# مود أرنكليف سينيت
أليس مود أرنكليف سينيت معروفة أيضًا باسمها الفني، ماري كينغسلي (ولدت أليس مود ماري سبارغنابين؛ 4 فبراير 1862 – 15 سبتمبر 1936). هي ممثلة إنجليزية مناصرة لحق المرأة في الاقتراع، اعتُقلت أربع مرات بسبب نشاطها هذا.

## حياتها
ولدت سينيت باسم أليس مود ماري سبارغنابين في لندن، لعائلة تمتلك شركة تصنيع بسكويت وحلويات العيد. والدتها أوريليا ويليامز ووالدها غاودينتي سبارغنابين. أصبحت سينيت ممثلة وحملت اسم ماري كينغسلي، وحظي أداؤها لدور ليدي ماكبث بإشادة كبيرة من الصحافة، أما أداؤها لدور القديسة الشفيعة جان دارك في إحياء ذكرى شكسبير عام 1889، أدى إلى رسم بورتريه لها، وتعليقه في شكسبير ميموريال في ستراتفورد أبون آفون. تضمنت مسيرتها التمثيلية القيام بجولة في البر الرئيس لبريطانيا وقضت عامًا أيضًا في أستراليا. ستكون ثقة سينيت في التحدث أمام الجمهور مهارة ستستخدمها مجددًا «قدرات خطابية عالية».
تزوجت مود في عام 1898 وتولت هي وزوجها هنري روبرت أرنكليف سينيت إدارة أعمال العائلة. كان زوج سينيت ممثلًا أيضًا، مثّل أدوارًا مساعدة مع بيرهوم تري وآخرين.
قرأت سينيت مقالًا كتبته ميليسنت فاوست في عام 1906، الأمر الذي أدى إلى انضمامها إلى جمعية لندن المناصرة لحق المرأة في الاقتراع، ساعدت هذه الجمعية في تنظيم «مسيرة الوحل» في فبراير من عام 1907، وقدمت شركة سينيت 7000 حُليّة على شكل وردة حمراء وبيضاء، وضعتها المتظاهرات على صدورهن. انضمت سينيت إلى عدد من الجمعيات المناصرات لحق المرأة في الاقتراع، وعملت مع اللجان التنفيذية لرابطة حرية المرأة ورابطة الممثلات الناخبات وفرع الاتحاد الاجتماعي والسياسي للمرأة في هامبستاد.
تبنت ودعمت سينيت كثيرًا من الفعاليات من أجل هذه القضية، وكتبت للصحافة عن أن رأيها ورغبتها في عدم إدانة التشدد في الحملة من أجل حق المرأة في الاقتراع، يجب أن يُنشر وكأنه رد من القائد المناصر لهذا الحق، ميليسنت فاوست، حول مناظرةٍ ما. كتبت سينيت أيضًا تصحيحًا لتقريرٍ صحافي حول حادثة، وذلك عندما تحدثت في اجتماع في ليمينغتون ضد رئيسة رابطة مناهضة حق الاقتراع، ليدي جيرسي. أدانت سينيت وبشدة الإطعام القسري للمضربات عن الطعام، بما في ذلك إيدا رايت، وكانت تكتب كذلك لصحيفة ديلي هيرالد أنه: «من المثير للاشمئزاز أن تجعل المرء يخجل من جنسيته. إن تحقير أجساد النساء البريطانيات، كما لا يزال يحدث في ظل الحكم البريطاني، يجعل من اسم البريطاني (رائحة كريهة في أنف الإنسانية)، والأكثر عجبًا هو أن بريطانيا تدعم ذلك!».
كتبت سينيت أيضًا في عام 1910، «أنا موظفة لدى صاحب عمل ذكر، فهل يعقل أن الرجال الذين يكسبون رزقهم من خلال قدراتي العقلية البسيطة، الرجال الذين أدفع لأطفالهم كي يتعلموا، والذين أدفع لممثليهم في البرلمان، والذين أساهم في معاشاتهم التقاعدية- يُسمح لهم بالتصويت، بينما أُمنع أنا من ذلك!».
وجدت رفيقة سينيت، فلورينس غيرترود دي فونبلانك أنه من الجيد تنظيم مسيرة من إدنبرة إلى لندن. انطلقت ست نساء فقط في هذه المسيرة، لكن أثناء سفرهن من اسكتلندا إلى لندن، ضممن أخريات إلى المسيرة وجذبن اهتمام وسائل الإعلام إليهن. ساعدت سينيت في المسيرة من خلال تنظيم حفل استقبال رفيقاتها والمتظاهرات الأخريات عند وصولهن. ساعدت الرابطة السياسية الوطنية التي بدأتها ماري أديلايد برودهرست ومارجريت ميلن فاركهرسون سينيت في حفل الاستقبال.
في عام 1910، قادت سينيت وفدًا إلى داوننغ ستريت لمخاطبة أسكويث ولويد جورج، ما أدى إلى حوادث «الجمعة السوداء» وعنف الشرطة ضد المتظاهرات. وفي عام 1911، حطمت سينيت نوافذ مكاتب صحيفة الديلي ميل لعدم تغطيتها تجمع الاتحاد الاجتماعي والسياسي للمرأة، وسُجنت لبضعة أيام (دفع محرر الصحيفة غرامتها من أجل إطلاق سراحها).